# Henry Lippitt

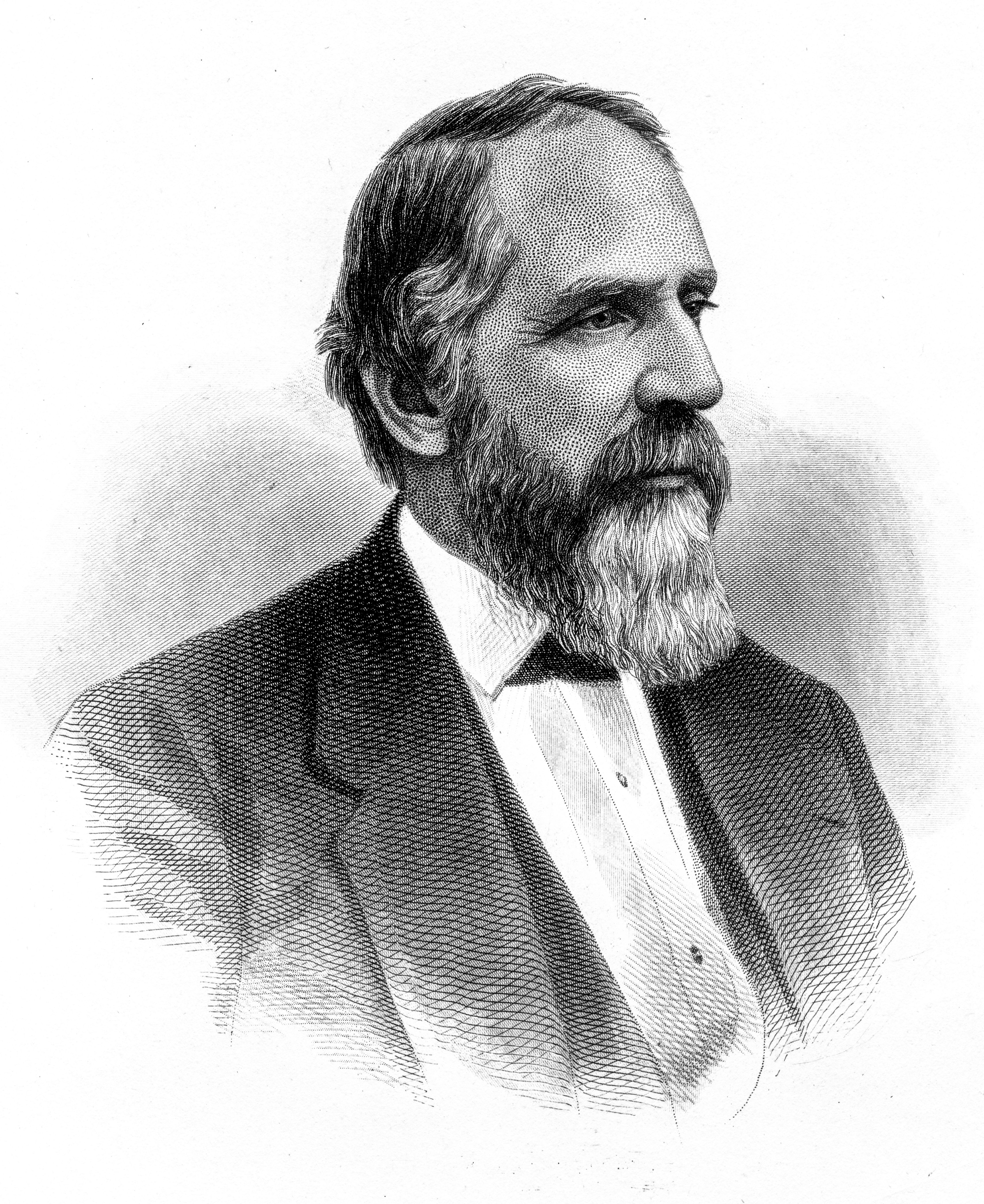
Henry Lippitt

Henry Lippitt (* 9. Oktober 1818 in Providence, Rhode Island; † 5. Juni 1891) war ein US-amerikanischer Politiker und von 1875 bis 1877 Gouverneur des Bundesstaates Rhode Island.

## Familie
Henry Lippitt war Mitglied einer bekannten Politikerfamilie aus Rhode Island. Sein Sohn Charles war zwischen 1895 und 1897 ebenfalls Gouverneur von Rhode Island. Sein anderer Sohn Henry (1856–1933) gehörte von 1911 bis 1917 dem US-Senat an. Sein Urenkel John Chafee (1922–1999) war US-Senator, Marinestaatssekretär sowie Gouverneur in Rhode Island und sein 1953 geborener Ur-Urenkel Lincoln Chafee war von 1999 bis 2007 ebenfalls im US-Senat.

## Frühe Jahre und geschäftlicher Aufstieg
Henry Lippitt wurde nach seiner Schulzeit zusammen mit seinem Bruder und seinem Vater Miteigentümer einer Baumwollspinnerei in Connecticut. Henry Lippitt war auch noch an anderen Textilverarbeitungsfirmen beteiligt und wurde Teilhaber der Manville Company in Lincoln. Im Lauf der Jahre erklomm Henry Lippitt immer weitere Sprossen auf seiner Karriereleiter. Er wurde Präsident der Silver Spring Bleaching and Dyeing Company. Außerdem stieg er in das Bank- und Immobiliengeschäft ein. Als Angehöriger der Miliz von Rhode Island war er 1843 an der Niederschlagung der Rebellion von Thomas Wilson Dorr beteiligt. Während des Bürgerkriegs war er im Providence County mit der Rekrutierung und Musterung von Wehrpflichtigen betraut.

## Politische Laufbahn
Henry Lippitt war Mitglied der Republikanischen Partei. 1875 und 1876 war er jeweils Kandidat seiner Partei für die Gouverneurswahlen, die in beiden Jahren kein eindeutiges Ergebnis ergaben. Daraufhin wurde er zweimal von der Legislative zum neuen Gouverneur gewählt, womit er dieses Amt zwischen dem 25. Mai 1875 und dem 29. Mai 1877 ausüben konnte. In dieser Zeit setzte er sich für eine Änderung der Staatsverfassung ein, mit der die Steuergesetzgebung und das Wahlrecht geändert werden sollten. Außerdem befasste er sich mit den Vorbereitungen der Jahrhundertausstellung in Philadelphia.
Nach dem Ende seiner Gouverneurszeit hat Lippitt kein weiteres politisches Amt ausgeübt. Er starb im Juni 1891. Mit seiner Frau Mary Ann Balch hatte er elf Kinder.